# Ganja et Hess
Pour plus de détails, voir Fiche technique et Distribution.
Ganja et Hess (Ganja and Hess) est un film d'horreur américain de la blaxploitation réalisé par Bill Gunn (en) et sorti en 1973.

## Synopsis
Le docteur Hess Green et son assistant, le docteur George Meda, deux anthropologues noirs découvrent les restes d'une ancienne tribue africaine. Meda, en transe, frappe Green avec une dague et se suicide peu après.
Green se découvre alors une passion pour le sang et entame une étrange relation avec Ganja Meda, la femme de George.

## Fiche technique
- Titre original : Ganja and Hess
- Titre français : Ganja et Hess
- Réalisation : Bill Gunn (en)
- Scénario : Bill Gunn
- Musique : Sam Waymon
- Direction artistique : Tom H. John
- Costumes : Scott Barrie
- Photographie : James E. Hinton
- Son : [ingénieur du son]
- Montage : Victor Kanefsky
- Production : Jack Jordan, Allan Kelly, Quentin Kelly, Chiz Schultz et Joan Shikegawa
- Société de production : Kelly-Jordan Enterprises
- Société de distribution : Kelly-Jordan Enterprises
- Budget : 350 000 dollars
- Pays de production :  États-Unis
- Langue originale : anglais
- Format : couleur — 16 mm — 1,66:1 — son monophonique
- Genre : Horreur, fantastique et blaxploitation
- Durée : 112 minutes
- Dates de sortie :
  - États-Unis : 20 avril 1973 (New York)
  - France : mai 1973 (Festival de Cannes)

## Distribution
- Duane Jones : docteur Hess Green
- Marlene Clark : Ganja Meda
- Bill Gunn : George Meda
- Sam Waymon : révérend Luther Williams
- Leonard Jackson : Archie
- Candece Tarpley : la fille du bar
- Richard Harrow : l'invité au dîner
- John Hoffmeister : Jack Sargent
- Betty Barney : la chanteuse à l'église
- Mabel King : la reine de Myrthie
- Betsy Thurman : la poétesse
- Enrico Fales : le fils du docteur Green
- Tommy Lane : Pimp
- Tara Fields : la femme au bébé